# Пурпурна ива
Пурпурната ива (Salix purpurea) е вид върба, който расте в по-голямата част от Европа и Западна Азия на север до Британските острови, Полша и балтийските държави. Често се среща по делтата на Дунав. 

## Описание
Представлява широколистен храст с височина 1–3 m (рядко до 5 m), с лилаво-кафяви до жълто-кафяви издънки, бледосиви гладки стъбла. Листата са 2–8 cm (рядко до 12 cm) дълги 1 cm (рядко 2 cm) широки. Листата са тъмнозелени отгоре, синьозелени отдолу и необичайно за върба, често са подредени в противоположни двойки, вместо да се редуват. Цветовете са малки пухчета с дължина 1,5-4,5 см, образуват се рано на пролет. Те често са лилави или червени на цвят, откъдето идва и името на вида.

## Приложения
Често се ползва за декоративно растение в градини. 
Кората на тази върба е един от малкото растителни материали с множество лечебни свойства, използвани за лечение на ревматични заболявания. 
Издънките на растението често се използват в кошничарството.
Дървесината на този и други видове върба се използва за направата на част от стиковете за крикет.